# Softball ai XVI Giochi panamericani
Il softball ai XVI Giochi panamericani si è svolto a Guadalajara, in Messico, dal 17 al 23 ottobre 2011. Campione in carica era la nazionale statunitense, vincitrice ininterrottamente dal 1987, che si è confermata campione anche in questa edizione.
Hanno partecipano al torneo otto squadre incluse in un unico girone, le prime quattro sono state promosse alle semifinali ad eliminazione diretta. Ogni squadra poteva iscrivere un massimo di 17 giocatrici per un totale di 136 atlete. Nei Giochi panamericani il softball è sport dedicato esclusivamente alle donne, mentre agli uomini è dedicato il simile sport del baseball.

## Prima fase

### Girone A
| Squadre         | V | S | RF | RS | PCT  |
| --------------- | - | - | -- | -- | ---- |
| Stati Uniti     | 7 | 0 | 54 | 6  | 1000 |
| Cuba            | 5 | 2 | 28 | 11 | .714 |
| Venezuela       | 5 | 2 | 41 | 25 | .714 |
| Canada          | 5 | 2 | 46 | 23 | .714 |
| Porto Rico      | 2 | 5 | 22 | 36 | .286 |
| Rep. Dominicana | 2 | 5 | 22 | 34 | .286 |
| Messico         | 2 | 5 | 20 | 37 | .286 |
| Argentina       | 0 | 7 | 4  | 58 | .000 |

#### Risultati
| 17 ottobre 2011, ore 09:00 | Rep. Dominicana | 2 – 3 | Porto Rico |  |

| 17 ottobre 2011, ore 11:00 | Messico | 0 – 7 | Venezuela |  |

| 17 ottobre 2011, ore 13:00 | Argentina | 0 – 7 | Cuba |  |

| 17 ottobre 2011, ore 16:00 | Canada | 10 – 2 | Porto Rico |  |

| 17 ottobre 2011, ore 18:00 | Stati Uniti | 10 – 0 | Venezuela |  |

| 17 ottobre 2011, ore 20:00 | Messico | 1 – 3 | Rep. Dominicana |  |

| 18 ottobre 2011, ore 09:00 | Venezuela | 8 – 1 | Argentina |  |

| 18 ottobre 2011, ore 11:00 | Porto Rico | 1 – 4 | Cuba |  |

| 18 ottobre 2011, ore 13:00 | Stati Uniti | 10 – 0 | Rep. Dominicana |  |

| 18 ottobre 2011, ore 16:00 | Canada | 4 – 3 | Venezuela |  |

| 18 ottobre 2011, ore 18:00 | Canada | 2 – 4 | Cuba |  |

| 18 ottobre 2011, ore 20:00 | Messico | 0 – 7 | Stati Uniti |  |

| 19 ottobre 2011, ore 09:00 | Canada | 11 – 0 | Argentina |  |

| 19 ottobre 2011, ore 11:00 | Argentina | 1 – 11 | Rep. Dominicana |  |

| 19 ottobre 2011, ore 13:00 | Stati Uniti | 3 – 0 | Cuba |  |

| 19 ottobre 2011, ore 16:00 | Stati Uniti | 4 – 1 | Porto Rico |  |

| 19 ottobre 2011, ore 18:00 | Venezuela | 3 – 2 | Cuba |  |

| 19 ottobre 2011, ore 20:00 | Messico | 1 – 8 | Canada |  |

| 20 ottobre 2011, ore 09:00 | Porto Rico | 10 – 0 | Argentina |  |

| 20 ottobre 2011, ore 11:00 | Venezuela | 10 – 3 | Rep. Dominicana |  |

| 20 ottobre 2011, ore 13:00 | Canada | 5 – 12 | Stati Uniti |  |

| 20 ottobre 2011, ore 16:00 | Messico | 4 – 2 | Argentina |  |

| 20 ottobre 2011, ore 18:00 | Messico | 0 – 5 | Cuba |  |

| 21 ottobre 2011, ore 09:00 | Cuba | 6 – 2 | Rep. Dominicana |  |

| 21 ottobre 2011, ore 11:00 | Canada | 6 – 1 | Rep. Dominicana |  |

| 21 ottobre 2011, ore 13:00 | Venezuela | 10 – 5 | Porto Rico |  |

| 21 ottobre 2011, ore 16:00 | Stati Uniti | 8 – 0 | Argentina |  |

| 21 ottobre 2011, ore 18:00 | Messico | 14 – 5 | Porto Rico |  |

## Fase finale
Le prime 2 classificate del girone unico si scontrano tra loro in una partita dove, il vincitore, andrà direttamente alla finalissima, mentre la perdente accede alla semifinale unica. La vincente del confronto tra la 3° e la 4° accede alla semifinale unica, dove la vincente avrà accesso alla finalissima mentre la perdente sarà medaglia di bronzo.
|  |         |             |         |        |      |                 |                 |                 |        |        |                 |                 |                 |
|  | Playoff | Playoff     | Playoff |        |      | Finale 3º posto | Finale 3º posto | Finale 3º posto |        |        | Finale 1º posto | Finale 1º posto | Finale 1º posto |
|  | Playoff | Playoff     | Playoff |        |      | Finale 3º posto | Finale 3º posto | Finale 3º posto |        |        | Finale 1º posto | Finale 1º posto | Finale 1º posto |
|  |         |             |         |        |      |                 |                 |                 |        |        |                 |                 |                 |
|  |         |             |         |        |      |                 |                 |                 |        |        |                 |                 |                 |
|  | 1       | Stati Uniti | 13      |        |      |                 |                 |                 |        |        |                 |                 |                 |
|  | 1       | Stati Uniti | 13      |        |      |                 |                 |                 |        |        |                 |                 |                 |
|  | 2       | Cuba        | 1       |        |      |                 |                 |                 |        |        | Stati Uniti     | Stati Uniti     | 11              |
|  | 2       | Cuba        | 1       |        |      |                 |                 |                 |        |        | Stati Uniti     | Stati Uniti     | 11              |
|  |         |             |         | Cuba   | Cuba | 0               |                 |                 | Canada | Canada | 1               |                 |                 |
|  |         |             |         | Cuba   | Cuba | 0               |                 |                 | Canada | Canada | 1               |                 |                 |
|  |         |             | Canada  | Canada | 4    |                 |                 |                 |        |        |                 |                 |                 |
|  |         |             |         | Canada | 4    |                 |                 |                 |        |        |                 |                 |                 |
|  | 3       | Venezuela   | 1       |        |      |                 |                 |                 |        |        |                 |                 |                 |
|  | 3       | Venezuela   | 1       |        |      |                 |                 |                 |        |        |                 |                 |                 |
|  | 4       | Canada      | 11      |        |      |                 |                 |                 |        |        |                 |                 |                 |
|  | 4       | Canada      | 11      |        |      |                 |                 |                 |        |        |                 |                 |                 |

## Risultati
| 22 ottobre 2011, ore 16:00 | Stati Uniti | 13 – 1 | Cuba |  |

| 22 ottobre 2011, ore 18:00 | Venezuela | 1 – 11 | Canada |  |

### Finali
| 23 ottobre 2011, ore 10:00 | Cuba | 0 – 4 | Canada |  |

| 23 ottobre 2011, ore 12:00 | Stati Uniti | 11 – 1 | Canada |  |